# Rijnlandse Muntunie

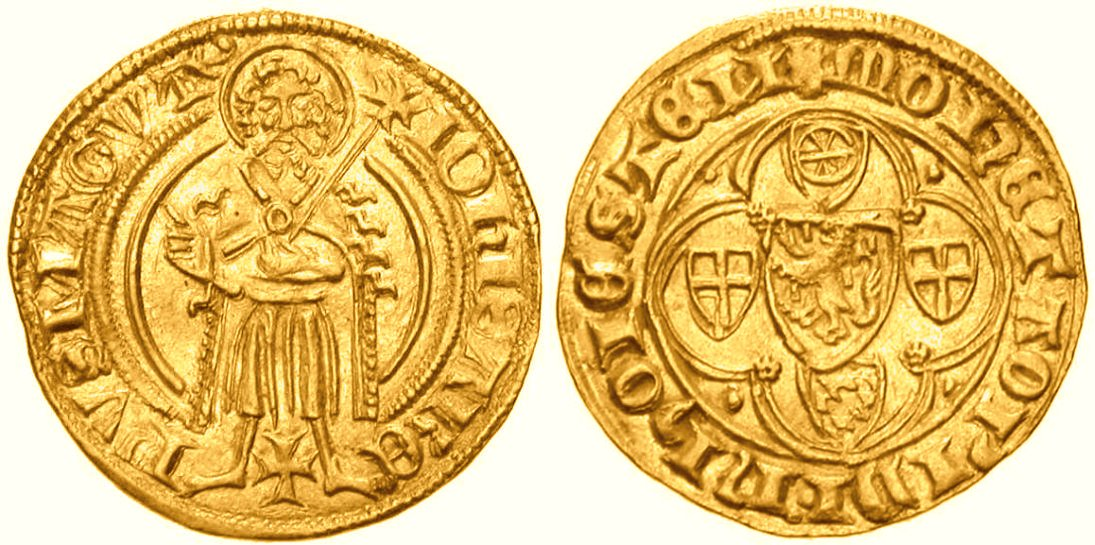
Goudgulden: Mainz, aartsbisschop Johann II van Nassau (1397-1419), geslagen tussen 1399 en 1402 in Frankfurt-Höchst
Voorzijde: Johannes de Doper met kruisstaf, rechterhand zegenend opgeheven; tussen de voeten een kruis van St. John. Afschrift: IOH(ann)IS AR(chi)EP(iscop)VSMAGV(n)T(inus)
Keerzijde: vierpasbogen; in het midden het wapen van Nassau, in de bogen de schilden van Keurvorstendom Mainz, Keurvorstendom Keulen, Electoral Keurvorstendom Trier en van Beieren voor Keurvorstendom Palts. Opschrift: MONETA OP(p)IDI IN HOIESTEN

De Rijnlandse Muntunie was een muntunie die in de late Middeleeuwen werd opgericht door de vier Rijnlandse keurvorsten Kuno van Trier, Friedrich van Keulen, Adolf van Mainz en Ruprecht I van de Palts.   Het muntrecht werd vastgelegd in de Gouden Bul van 1356 voor alle keurvorsten van het Heilige Roomse Rijk .  Hieruit ontleende men het recht om gouden munten te slaan.
Aanvankelijk sloeg de Rijnlandse Muntunie alleen de Rijnlandse goudgulden, later ook de zilveren Weißpfennig. De gouden gulden werd al snel geaccepteerd als handelsmunt in het hele Heilige Roomse Rijk en werd tot ver in de 17e eeuw gebruikt als rekeneenheid in contracten en akten. 

## Geschiedenis
De eerste Rijnlandse Muntunie werd opgericht op 26 november 1385 dan wel 8 juni 1386. Op 20 maart 1419 werd tijdelijk het hertogdom Jülich toegevoegd. In 1420 sloot de stad Keulen zich aan bij de Rijnlandse Muntunie.  Tot de eerste helft van de 16e eeuw werd de eerste Rijnlandse Muntunie gevolgd door andere.  Door de ruimtelijke verstrengeling van hun territoria hadden de Rijnlandse vorsten dezelfde commerciële belangen en daarmee ook belang bij een gemeenschappelijke munteenheid.